# Linfärjan Bolmia
Linfärjan Bolmsö, färja 285, är en av Trafikverket Färjerederiets färjor. Bolmia byggdes på Lunde varv i Lunde och levererades 1969 för att sättas in på Bolmsöleden i Bolmen. 